# Création de fan
Une création de fan, aussi connu sous le nom anglais de fan work est l'ensemble des créations artistiques faites par un fan d'une œuvre ou d'un groupe de musique. Cette création peut prendre une grande variété de formes : il peut s'agir par exemple d'un écrit (fanfiction ou littérature critique), d'arts visuels (fan art, fandub, fanfilm…), de musique, d'arts appliqués ou d'un costume (cosplay).

## Types d'activités et de créations
Les fans utilisent toutes les formes d’art pour exprimer leur créativité au sein de leurs fandoms.

### Arts littéraires: Fan fiction, critiques

Logo du site Web Fanfiction.net

La fanfiction est la création de fans la plus connue, et sans doute l’une des plus anciennes, débutant au moins dès le 17e siècle,. Les histoires de fan fiction ("fanfictions") sont des œuvres littéraires produites par les fans d’un média donné, plutôt que par le créateur original. Elles peuvent constituer une histoire originale ou étendre la relation entre les personnages ou des situations et entités qui ont été mentionnées dans l’œuvre de l’auteur original, voir mêler les différentes œuvres d'un même auteur ou les œuvres de plusieurs auteurs au sein d'un crossover. Les œuvres de fanfiction sont rarement commandées ou autorisées par le propriétaire, le créateur ou l’éditeur de l’œuvre originale et elles ne sont presque jamais publiées professionnellement.
L’essor des dépôts en ligne conçus pour archiver et diffuser des fanfictions a donné naissance à une nouvelle activité : les analyses de fandom. Cette pratique de travail des fans est axée sur l’analyse et la visualisation de l’utilisation des balises et des catégories de contenu, ainsi que d’autres mesures, telles que les nombres de clics et de mots, afin de discuter et de prévoir les tendances et les variations au sein des fandoms.

### Arts visuels traditionnels: Art et graphisme
Le Fan art est une œuvre d’art basée sur un personnage, un costume, un objet ou une histoire qui a été créé par quelqu’un d’autre que l’artiste. Habituellement, il s’agit de création de fans par des artistes amateurs et non rémunérés. En plus des peintures et dessins traditionnels, les fans artistes peuvent également créer des bannières web, des avatars ou des animations sur le Web, ainsi que des collages photo, des affiches et la représentation artistique de film/spectacle/livre.
Les œuvres créées par des fans s'inspirant ou copiant des œuvres particulières ou tirées de fandoms, tenant donc du fan art, sont également très courantes dans l'art urbain contemporain, que ce soit dans les graffitis ou la peinture murale.
Les créations graphiques peuvent aussi être des créations littéraires dans le cas de bandes dessinées amateurs ou, au Japon, de Dōjinshi.

### Arts visuels assistés par ordinateur: fanfilms, fanvids, fangames, machinimas

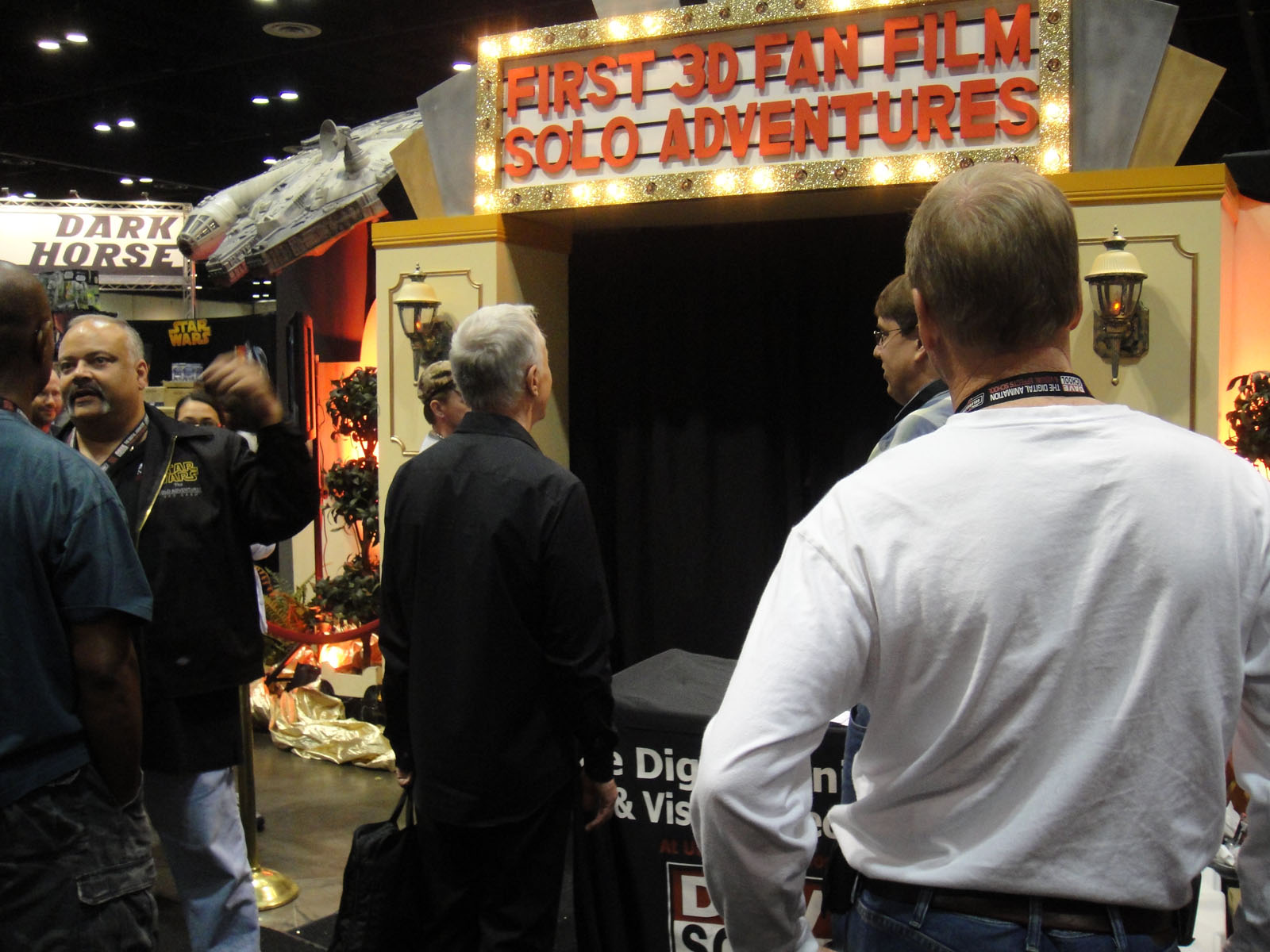
Un stand présentant un film de Star Wars créé par des fans à une convention

Un fanfilm est un film ou une vidéo inspiré par une source médiatique, créé par les fans plutôt que par les détenteurs du droit d’auteur ou les créateurs de la source. Les films de fans varient en longueur, allant des courts trailers pour des films inexistants aux films ultra-rares.
Les fanvids (en), aussi connues sous le nom de viddings, sont des clips analytiques réalisés en synchronisant des extraits de séries ou de films avec de la musique pour raconter une histoire ou argumenter. Les "Vidders", créateurs de ces vidéos, associent soigneusement les composantes audio et vidéo pour raconter une histoire ou créer un état d’esprit spécifique.

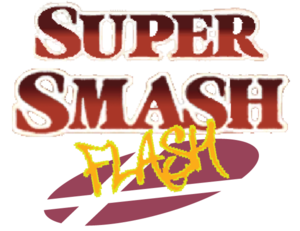
Logo du jeu amateur Super Smash Flash basé sur Super Smash Bros..

Les jeux vidéo amateur sont des jeux vidéo créés par des fans et basés sur un ou plusieurs jeux vidéo établis ou sur des univers établis. La grande majorité des fangames qui ont été réalisés avec succès et publiés sont des jeux d’aventure. De nombreux jeux tentent de cloner le design, la jouabilité et les personnages du jeu original, mais il est tout aussi courant pour les fans de développer un jeu unique utilisant un autre uniquement comme modèle. Les fangames sont développés soit comme des jeux autonomes avec leurs propres moteurs, soit comme des modifications à des jeux existants qui utilisent les moteurs de l’autre.
Les fans de jeux vidéo créent des machinimas depuis 1996. Les créateurs de machinima utilisent des moteurs de jeu informatique pour créer des « acteurs » et des scénarios dans lesquels ils peuvent jouer, en utilisant la physique et les outils de génération de personnages du jeu. Les scripts, tels qu’ils sont exécutés par les personnages générés par ordinateur, sont enregistrés et distribués en ligne aux téléspectateurs.
Pour les collaborations reanimées (en), chaque fan anime un plan d’un film existant dans son propre style unique. Les clips sont ensuite assemblés pour produire un hommage collaboratif, parfois avec plus de 500 animateurs sur un seul film. Le produit fini est ensuite téléchargé sur internet pour que les autres fans puissent le regarder. Des projets réanimés ont été produits en l’honneur de Looney Tunes, Bob l'éponge, Les Simpson, Kirby et Zelda CDi (en), entre autres,,,,,. Les participants s’attendent généralement à peu ou pas de profit,.
Le travail des fans dans le domaine du logiciel, en particulier pour les jeux vidéo, existe également sous la forme de patchs de fans, traductions de fans, mods, remakes réalisés par les fans, émulateurs de serveurs et ports sources.

### Arts musicaux: Filking

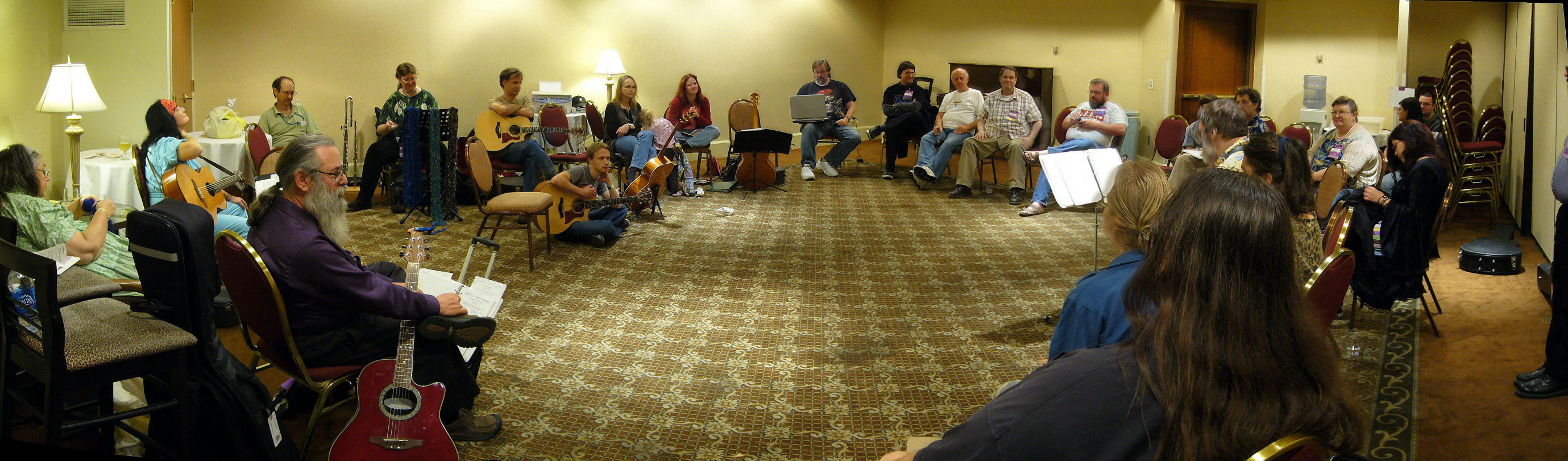
Cercle de Filk à la de 2006

Le Filk est une culture musicale, un genre et une communauté liés à un fandom de science-fiction/fantasy, impliquant l’écriture et la performance de chansons inspirées par le fandom et d’autres thèmes communs du filk. Le filking est souvent fait en petits groupes lors de congrès, souvent tard dans la nuit après que d’autres programmes officiels de congrès se soient terminés pour la journée; en outre, il existe maintenant des conventions de filk au Canada, en Angleterre, en Allemagne et aux États-Unis.
Certains fandoms, sont connus pour produire de la musique comme une forme de création de fans qui n’est généralement pas classée comme filk.

### Arts appliqués: Création de costumes, mélange de thé

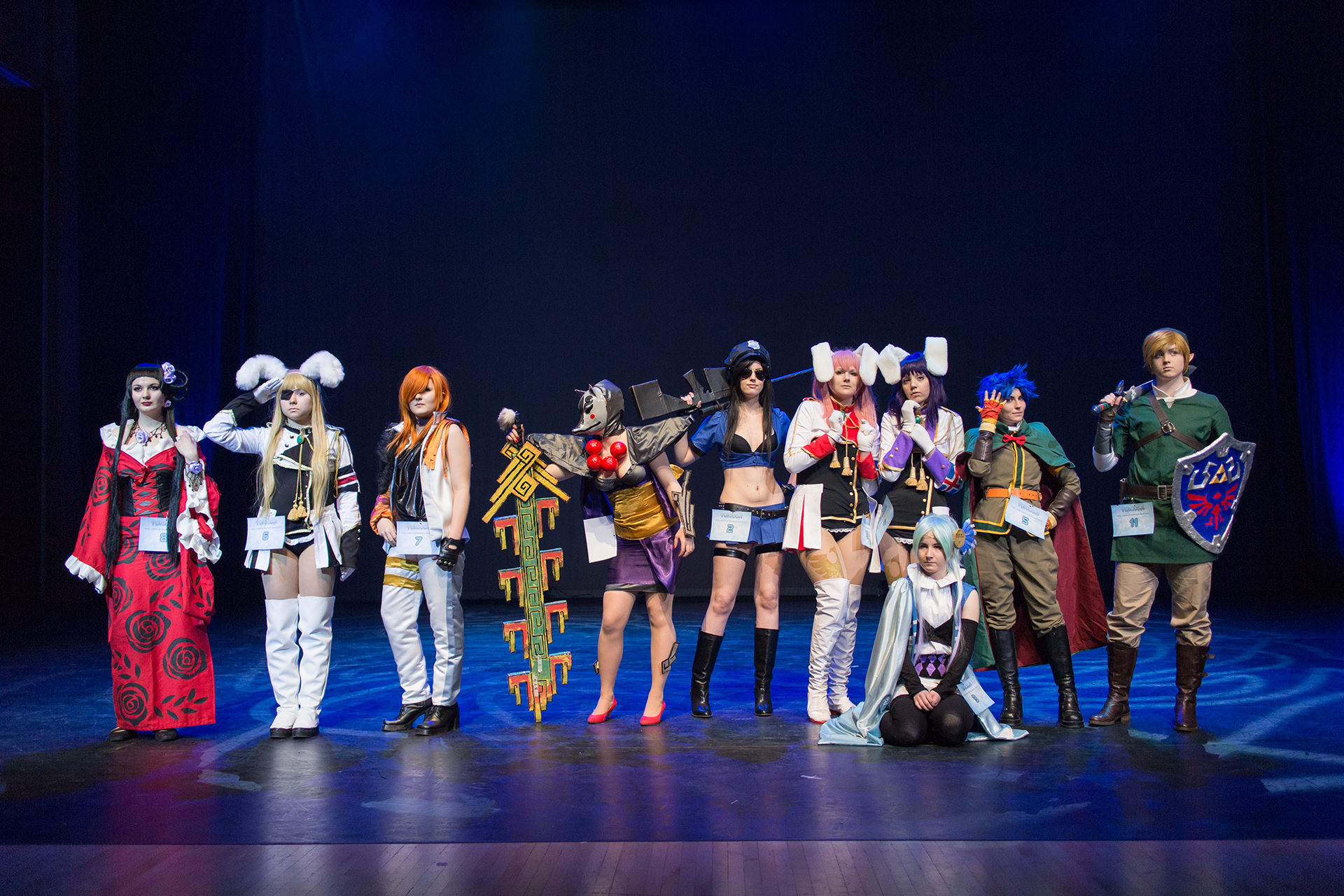
Un groupe de cosplayers sur scène lors de la convention Yukicon 2014 en Finlande.

Dans le déguisement ou le cosplay, les créateurs assemblent et cousent des costumes qui reproduisent des personnages particulier ou s’adaptent au décor de la cible de l’activité du fandom. Le costume va souvent bien au-delà d'un simple travail de couture de base, et peut inclure le développement de mécaniques sophistiquées, telles que l’hydraulique pour ouvrir et fermer des ailes, ou des techniques de fabrication compliquées, comme construire une armure de Stormtrooper à partir de zéro en utilisant le moulage sous vide et l’application de fibre de verre.

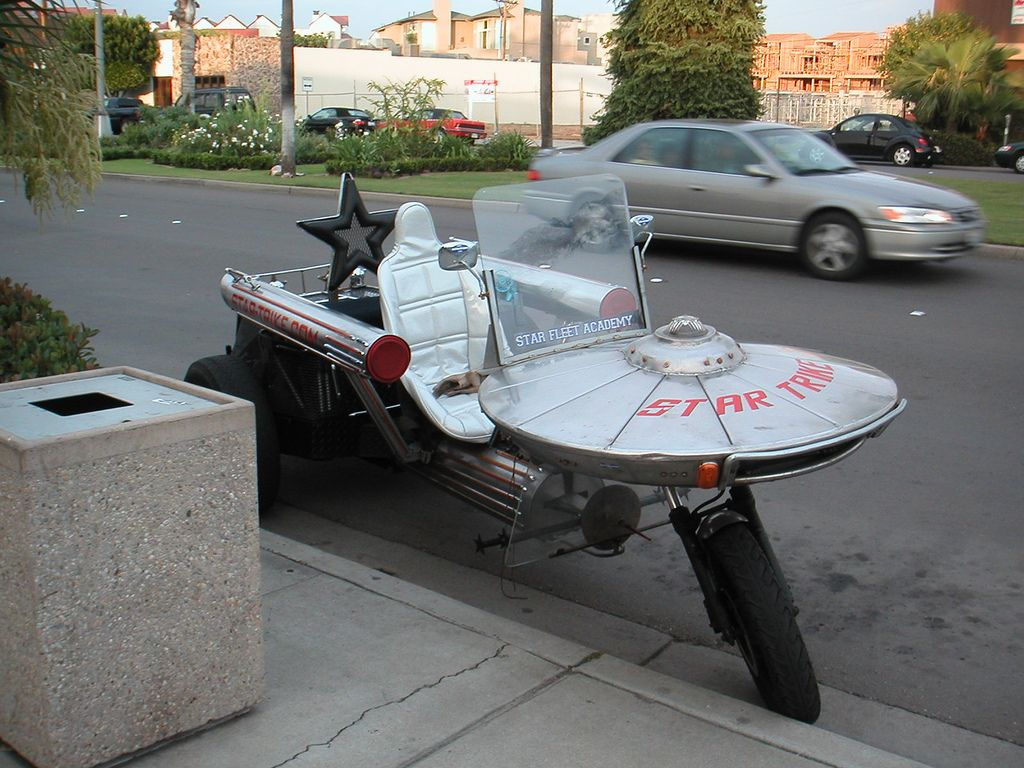
Moto de trekkie tunée en vaisseau

Si le tuning a d'abord concerné l'amélioration des performances d'un véhicule, il ne concerne plus aujourd'hui simplement la préparation moteur mais comporte également une recherche d'amélioration de l'apparence du véhicule et l'ajout d'équipements. Une variante particulière du tuning a émergée dans le contexte des fandoms, des véhicules modifiés pour ressembler à celui d'un fandom particulier ou pour évoquer des objets, véhicules, créatures ou personnages d'un fandom.
Dans la création de mélanges de thé inspirés par un fandom, les créateurs créent des combinaisons uniques de thés, herbes, noix, fruits et/ou épices pour produire un mélange qui représente un personnage de la télévision, du cinéma ou de bandes dessinées ou en illustre la nature. Cette création prend généralement la forme d’une étiquette personnalisée. NPR rapporte que la pratique a commencé en 2012 et qu’il existe maintenant "plus d’un millier de 'thés fandom' créés par des utilisateurs" disponibles.

## Théories et modèles économiques
Ayant investi beaucoup de temps dans leurs créations, la plupart des fans les mettent à disposition d’autrui pour qu’ils puissent en profiter sans exiger ou demander une compensation monétaire. La plupart des fans sont engagés dans un modèle économique qui récompense le travail avec du « crédit » comme l’attribution, la notoriété et la bonne volonté plutôt que de l’argent.

### Relations entre les fans
Au lieu d’une récompense monétaire, l’une des principales récompenses du travail des fans est la formation de relations entre les fans créateurs et les autres fans. Les relations créées par les échanges de fans sont souvent aussi importantes, sinon plus, que les produits échangés. L’accent mis sur les relations sépare les pratiques économiques du fandom des pratiques capitalistes de la vie quotidienne.
Du point de vue de l’anthropologie économique, les produits du travail des fans sont une forme de richesse culturelle, précieuse aussi pour leur capacité à relier entre eux les œuvres des fans, les fan-créateurs et la propriété originale des médias par le biais de conversations et d’échanges. Les fans, en d’autres termes, sont "affines" de la propriété des médias et des autres fans.

### Déification du propriétaire des médias
Selon une autre perspective de l’anthropologie économique, les pratiques créatives des fans sont un travail qui se fait de façon relativement routinière et qui aide à maintenir un lien avec la propriété médiatique elle-même (l'"ancêtre culturel" ou "divinité"). Grâce à leur travail de fan, les fans sont en mesure de reproduire "les actes créatifs originaux des divinités du premier principe, des ancêtres ou des héros culturels".

### Anthropologie rituelle
Les fans s’engagent dans un artisanat qualifié, des "actes de routine" au sein d’une économie rituelle. Les types de matériel que les fans produisent et consomment reproduisent continuellement les structures et la vision du monde du sous-ensemble des auteurs et des lecteurs, par exemple, en termes de relations ou ships populaires au sein du fandom. Ces choix reflètent également les relations que les fans construisent avec leur vision de leur place au sein du fandom, y compris la façon dont ils se rapportent à la propriété des médias et aux structures corporatives et produits qui l’entourent. Les fans s’engagent donc dans "la construction individuelle et collective de pratiques, d’identités, de significations, voire de textes alternatifs, d’images et d’objets qui se chevauchent ou même se contredisent".
Les produits que les fans produisent à la suite de ces rituels sont imprégnés de valeur sociale par d’autres fans. Les œuvres des fans sont valorisées comme des produits du fandom, et elles soutiennent également le désir du créateur de fan d’être valorisé par ses pairs.

## Produits des fans et argent
Il y a un fossé dans le fandom entre ceux qui veulent voir de nouveaux modèles de rémunération développés et ceux qui pensent que "recevoir des salaires réduit le fandom à néant".
Par exemple, Rebecca Tushnet craint que "si les productions de fans devenaient des passerelles bien reconnues vers la gloire et la fortune légitimes, il pourrait y avoir un compromis entre les incitations monétaires et communautaires à créer." Par contre, Abigail De Kosnik suggère que puisque les fans font inévitablement partie d’une économie monétaire d’une manière ou d’une autre, les fans devraient pouvoir profiter de ceux qui profitent d'eux.

### Ambivalence concernant la compensation monétaire
Les fans qui font leur travail créatif dans le respect de la propriété originale du média, d’un acteur ou du fandom en général, gagnent du capital culturel au sein du fandom. Cependant, ceux qui tentent de vendre leurs produits créatifs seront évincés par les autres fans et feront l’objet d’éventuelles poursuites judiciaires. Les fans classent souvent les autres fans qui essaient de vendre leurs articles pour en tirer un profit comme des "hucksters" plutôt que comme de vrais fans.
Les fans craignent souvent que le fait de facturer à d’autres fans des produits de leur créativité, comme des fanzines, des vidéos, des costumes, des œuvres d’art, etc., modifie fondamentalement la relation fan-fan et attire l’attention juridique non désirée des titulaires de droits. Cette crainte s’est concrétisée dans plusieurs cas, comme le retrait de la vente sur Amazon d’Another Hope, un livre de fanfiction commercial qui se déroule dans l’univers de Star Wars.
Cependant, certains fans s’engagent dans un échange à but lucratif de leurs créations dans ce qu’on appelle le "marché gris". Le marché gris fonctionne principalement par le bouche à oreille et les ventes "sous la table" et fournit des produits de qualité variable. Même s’il s’agit d’activités commerciales, on s’attend toujours à ce que les fans vendeurs ne fassent pas un grand profit, facturant juste assez pour couvrir les dépenses. Certains vendeurs essaient de ne pas marquer leurs produits du tout, et utiliseront cette information dans leur information promotionnelle, dans le but d’assurer la confiance des autres fans qui peuvent regarder négativement les fans faisant un profit.
Les fanarts et autres œuvres d’art constituent une exception, car les artistes ont traditionnellement vendu leurs œuvres en public lors de conventions et autres rassemblements de fans, ainsi que sur leurs propres sites Web. De nombreux artistes ont créé des boutiques e-commerce par l’intermédiaire de fournisseurs tels que CafePress et Zazzle, qui permettent aux clients d’acheter des articles tels que des t-shirts, des sacs à dos et des tasses avec le design créé par le fan imprimé sur eux.
Le filking est également devenu plus commercialisé, avec plusieurs filkers (The Great LukeSki, Voltaire, The Bedlam Bards, etc.) produisant et vendant des cassettes de filk, des CD et des DVD de leurs performances.

### Marchés de tiers
Certaines entreprises achètent des ajouts ou des objets de jeu créés par les fans. D’autres entreprises exploitent des marchés pour que les fans vendent ces articles à d’autres fans contre une récompense monétaire

## Conglomérats et fans
Jenkins commente la relation entre le conglomérat de fans et les médias en disant : "Ici, le droit de participer à la culture est supposé être 'la liberté que nous nous sommes permis', pas un privilège accordé par une entreprise bienveillante, pas quelque chose qu’ils [les fans] sont prêts à troquer pour de meilleurs fichiers sonores ou un hébergement Web gratuit. […. ] Au lieu de cela, ils adoptent une conception de la propriété intellectuelle comme un « shareware », quelque chose qui acquiert de la valeur à mesure qu’il se déplace dans différents contextes, est raconté de diverses façons, attire de multiples publics et s’ouvre à une prolifération de significations alternatives. »
Toutefois, cet état de choses risque de ne pas durer, car les entreprises sont plus conscientes de la façon dont les activités des fans peuvent contribuer à l’efficacité du développement de produits médiatiques, du marketing, de la publicité, des activités promotionnelles et de la distribution. Un rapport d’affaires intitulé The Future of Independent Media (en français L’avenir des médias indépendants) déclare : « Le paysage médiatique sera refaçonné par l’énergie ascendante des médias créés par les amateurs et les amateurs de manière évidente [.... ] Une nouvelle génération de créateurs et de consommateurs des médias est en train d’émerger, ce qui pourrait entraîner un changement radical dans la façon dont les médias sont fabriqués et consommés. » Le livre de 2007 intitulé Consumer Tribes est consacré aux études de cas des groupes de consommateurs, dont beaucoup sont des fans sur divers médias, qui défient les modèles traditionnels de production médiatique et de commercialisation des produits de consommation.
Les entreprises réagissent cependant de manière très différente aux activités des fans. Alors que certaines entreprises font activement la cour aux fans et à ce type d’activités (parfois limitées aux voies délimitées par l’entreprise elle-même), d’autres entreprises tentent de les restreindre fortement.

### Soutien total des activités des fans
Les paiements versés aux créateurs de contenu utilisé pour mettre à niveau le simulateur de train Trainz sont un exemple de la volonté d’un propriétaire de droits d’auteur original de partager le gain commercial potentiel que pourraient réaliser des œuvres dérivées par les fans
Au Japon, les Dōjinshi sont souvent vendus en parallèle avec son inspiration commerciale originale, sans que les éditeurs ne s’engagent à des poursuites judiciaires.

### Appropriation du travail des fans
Certaines entreprises laissent aujourd'hui délibérément de la place dans leur œuvres pour la participation et l’improvisation, permettant aux fans d'agir en "remplissant les cases vides" avec l’approbation de la franchise. Certains, cependant, ne sont pas d’accord et pensent que ce n'est pas une bonne pratique pour les corporations de participer aux activités des fans et de les encourager. Stephen Brown, dans son article pour Consumer Tribes, Harry Potter and the Fandom Threat, écrit : « Les fans sont d’ailleurs atypiques. [.... ] Ils ne sont pas représentatifs, même de loin. Leurs points de vue, exprimés avec enthousiasme, sont désespérément déformés, bien que les spécialistes du marketing trouvent cela sympathique. N’est-il pas merveilleux de rassembler des adeptes enthousiastes? [...] La réponse, en un mot, est NON."
De plus, certaines sociétés cooptent le contenu généré par les utilisateurs en tant que "travail gratuit". Les fans reconnaissent la valeur commerciale de leur travail, et le fait que des entreprises abusent de ces créateurs bénévoles de vidéos, d’articles et de publicités (comme le concours publicitaire du Super Bowl Doritos 2007) en ne fournissant pas une récompense monétaire appropriée est préoccupant.

### Élimination des activités des fans
Ces dernières années, les titulaires de droits d’auteur ont de plus en plus souvent envoyé des lettres de cessation et de désistement aux vendeurs et aux auteurs, ainsi que des demandes de remboursement des frais de licence ou d’autres amendes pour violation du droit d’auteur. Souvent, ces cas sont réglés par voie extrajudiciaire, mais ils obligent généralement le fan vendeur à cesser complètement la vente de produits ou à modifier considérablement ses articles pour se conformer aux exigences du titulaire des droits d’auteur.

## Enjeux légaux
La plupart des produits de travail d’amateur sont des œuvres dérivées, en ce sens qu’ils sont des ajouts ou des modifications créatifs à une œuvre protégée par le droit d’auteur existant ou des créations originales qui s’inspirent d’une œuvre protégée par le droit d’auteur. Certaines ou toutes ces œuvres peuvent tomber dans la catégorie juridique des œuvres transformées (comme une parodie de l’original), qui est protégée en tant qu’utilisation équitable par certains le droit d’auteur de certains pays, comme le droit d'auteur américain. Cependant, les entreprises continuent de demander aux fans d’arrêter de s’engager avec leurs produits de manière créative.

### Soutien aux fans
Les produits de travail des fans peuvent être protégés par la doctrine de fair use de la loi américaine sur le droit d’auteur, qui détermine si une œuvre enfreint le droit d’auteur en se fondant sur quatre critères :
1. l’objet et la nature de l’utilisation, y compris si cette utilisation est de nature commerciale ou à des fins éducatives sans but lucratif ;
2. la nature de l’œuvre protégée par le droit d’auteur ;
3. la quantité et l’importance de la partie utilisée relativement à l’ensemble de l’œuvre protégée par le droit d’auteur;
4. l’effet de l’utilisation sur le marché potentiel ou la valeur de l’œuvre protégée par le droit d’auteur.

Toutefois, ces critères ne sont pas absolus et les juges peuvent décider de peser un facteur plus lourd qu’un autre dans une affaire donné.
Bien que certains fans artistes reçoivent des lettres de mise en demeure ou se trouvent en infraction avec la loi sur le droit d’auteur, ils peuvent soutenir que leur "interprétation artistique" d’un personnage ou d’un scénario en fait une œuvre transformatrice soutenue par la doctrine du fair use.
L’Organisation pour les Œuvres Transformatives est une organisation dirigée par des fans qui défend la nature transformatrice de la fanfiction et fournit des conseils juridiques aux auteurs de fanfictions, aux créateurs de vidéos et à d’autres professionnels du travail des fans.
Lumen (autrefois Chilling Effect) est un projet web conjoint de l'Electronic Frontier Foundation et des cliniques de droit de l’Université de Harvard, Stanford, Berkeley, de l’Université de San Francisco, de l’Université du Maine, de la George Washington School of Law et de la Santa Clara University School of Law, qui couvre l’état actuel des poursuites en matière de droit d’auteur et contient une section spéciale consacrée aux actions en justice dans le domaine de la fiction et à la manière de les combattre.
Certains titulaires de droits considèrent le travail des fans comme une publicité gratuite, leur autorisant à en créer autant que possible.

### Combat des détenteurs de droits d’auteur contre les fans
Ces dernières années, les conglomérats des médias ont multiplié les actions en justice et ils protègent activement leurs droits de propriété intellectuelle. En raison des nouvelles technologies qui facilitent la distribution et la modification des médias, les activités de travail des fans sont soumises à une plus grande surveillance. Certains fans se trouvent être les sujets de lettres de cessation et de désistement qui leur demandent de retirer le matériel en question d’un site web, ou d’arrêter de distribuer ou de vendre un article que la société croit enfreindre leurs droits d’auteur. En raison de ces mesures prises par les entreprises médiatiques, certaines conventions interdisent désormais entièrement aux œuvres d’art des fans de participer à leurs expositions, même si elles ne sont pas offertes à la vente, et les tiers vendeurs peuvent retirer les dessins ou modèles incriminés de leur site Web.

## Pages connexes
- Œuvre dérivée
- Fanfiction
- Fan art
- Fanfilm
- Fangame
- Fanvids (en)
- Fansub
- Fandub
- Filk
- Cosplay
- Mouvement du logiciel libre
- Culture remix
- Aca-fan

## Source
- (en) Cet article est partiellement ou en totalité issu de l’article de Wikipédia en anglais intitulé « Fan Labor » (voir la liste des auteurs).